# Lutzingen
Lutzingen ist eine Gemeinde im schwäbischen Landkreis Dillingen an der Donau.

## Geografie
Die Gemeinde liegt in der Planungsregion Augsburg, etwa 40 km nordwestlich von Augsburg.
Es gibt drei Gemeindeteile (in Klammern ist der Siedlungstyp angegeben):
- Eichbergerhof (Einöde)
- Lutzingen (Pfarrdorf)
- Unterliezheim (Pfarrdorf)

Sie besteht aus den Gemarkungen Lutzingen (mit Eichbergerhof und dem Wohnplatz Goldbergalm) und Unterliezheim, beide Gemarkungen sind in der Fläche deckungsgleich mit den ehemaligen Gemeinden.

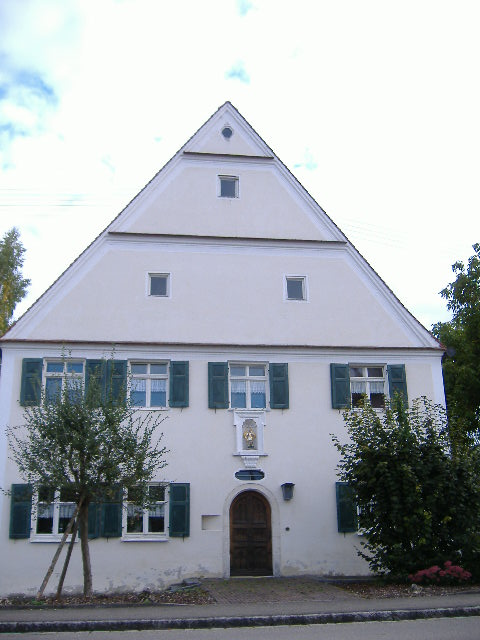
Altes Pfarrhaus

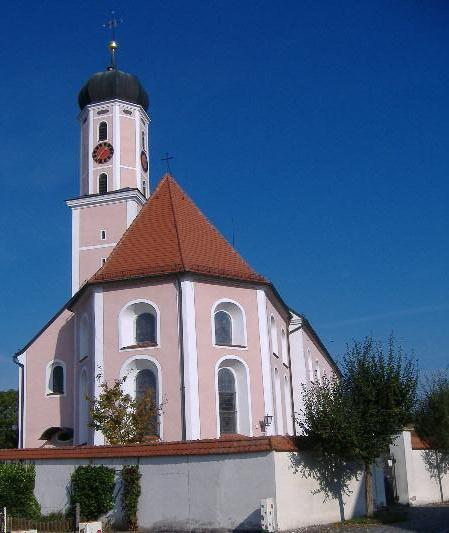
Pfarrkirche St. Michael

## Geschichte

### Bis zur Gemeindegründung
Der heutige Gemeindeteil Unterliezheim wurde mit seinem Kloster erstmals im Jahr 1026 als Liedesheim urkundlich erwähnt. Der 1250 erstmals erwähnte Ort gehörte lange zum Herzogtum Neuburg-Sulzbach und dessen Gericht Höchstädt. Lutzingen war von den Schlachten bei Höchstädt-Blindheim 1703 und 1704 stark betroffen. Seit 1777 war das Gebiet Teil des Kurfürstentums Bayern. 1818 entstand mit dem Gemeindeedikt im Königreich Bayern die politische Gemeinde.

### Eingemeindungen
Am 1. Mai 1978 wurde im Zuge der Gebietsreform die Gemeinde Unterliezheim nach Lutzingen eingemeindet. Der Gemeindeteil Goldbergalm kam 1980 von der Nachbargemeinde Höchstädt an der Donau dazu.

### Einwohnerentwicklung
| Jahr      | 1961 | 1970 | 1987 | 1991 | 1995 | 2000 | 2005 | 2010 | 2015 | 2020 |
| --------- | ---- | ---- | ---- | ---- | ---- | ---- | ---- | ---- | ---- | ---- |
| Einwohner | 1005 | 0979 | 0983 | 0989 | 1016 | 1024 | 0959 | 0970 | 1005 | 0984 |

Zwischen 1988 und 2018 wuchs die Gemeinde von 974 auf 994 um 20 Einwohner bzw. um 2,1 %.

## Politik und Öffentliche Verwaltung
Erster Bürgermeister ist seit Mai 2020 Christian Weber (CSU), der als einziger Bewerber mit 94,8 % gewählt wurde. Sein Vorgänger Eugen Götz (Freie Wähler), im Amt seit von Mai 2008 bis April 2020, bewarb sich nicht mehr um die Wiederwahl.
Der Gemeinderat hat acht Mitglieder. Die Kommunalwahl 2020 führte zu folgender Sitzverteilung:
| Parteien und Wählergemeinschaften | % 2020 | Sitze 2020 |
| --------------------------------- | ------ | ---------- |
| CSU                               | 38,2   | 3          |
| Wählerblock Unterliezheim         | 35,7   | 3          |
| Freie Wähler                      | 26,1   | 2          |
| Gesamt                            | 100,0  | 8          |
| Wahlbeteiligung in %              | 74,4   | 74,4       |

### Wappen
| Wappen von Lutzingen | Blasonierung: „Gespalten von Gold und Rot, vorne über einem linksgewendeten roten Flug eine rote Bügelkrone, hinten ein goldener Löwe, der drei silberne Blumen in der rechten Vorderpranke hält.“ |
| Wappen von Lutzingen | Wappenbegründung: Im Zuge der Gebietsreform wurden 1976 die Gemeinden Lutzingen und Unterliezheim zur neuen Gemeinde Lutzingen zusammengelegt. Der vordere Teil stammt aus dem alten Wappen der Gemeinde Lutzingen. Der Flug kennzeichnet den hl. Michael und weist auf die Lutzinger St.-Michaels-Kirche hin. Die Krone erinnert an die Staufer, die vor 1268 in Lutzingen begütert waren. Zugleich ist die Krone Wappensymbol von Abt Coelestin Königsdorfer, dem letzten Abt des Klosters Hl. Kreuz in Donauwörth. Der hintere Teil repräsentiert den Gemeindeteil Unterliezheim. Die Figuren sind dem Wappen von Coelestin Mayer entnommen, der von 1732 bis 1735 Propst in Unterliezheim war. Dieses Wappen wird seit 1988 geführt. |

### Verwaltung
Die Gemeinde ist Mitglied der Verwaltungsgemeinschaft Höchstädt an der Donau.

## Sehenswürdigkeiten
- Katholische Pfarrkirche St. Michael und Pfarrhaus in Lutzingen
- Ölbergkapelle in Lutzingen
- Katholische Pfarrkirche St. Leonhard in Unterliezheim
- John Pawson Kapelle in Unterliezheim
- Ölbergkapelle in Unterliezheim aus dem Jahr 1733
- Ehemaliges Kloster Unterliezheim
- Klosterbrauerei Unterliezheim, 1772/75 erbaut
- Eichbergerhof (Historisches Gebäude in dem sich Prinz Eugen in der Schlacht von 1704 aufhielt)
- Goldbergalm (Gaststätte nahe dem Gipfel des Goldberges, der im Gebiet der Nachbargemeinde Finningen liegt)

## Wirtschaft und Infrastruktur

### Wirtschaft einschließlich Land- und Forstwirtschaft
Im Jahr 2021 gab es nach der amtlichen Statistik 53 sozialversicherungspflichtig Beschäftigte am Arbeitsort Lutzingen. Sozialversicherungspflichtig Beschäftigte am Wohnort gab es 445. Die Zahl der Auspendler war um 392 höher als die der Einpendler. Neun Einwohner waren arbeitslos gemeldet.
Im Jahr 2020 gab es 17 landwirtschaftliche Betriebe. Von den 488 ha landwirtschaftlich genutzter Fläche waren 328 ha Ackerland.

### Bildung
2022 gab es folgende Einrichtungen:
- 1 Kindertageseinrichtung: 43 Plätze für Krippen- und Kindergartenalter, 31 betreute Kinder, 6 Mitarbeiter

## Persönlichkeiten
- Martin Königsdorfer (* 20. Oktober 1752; † 7. März 1835), Schriftsteller, 1785 bis 1834 Pfarrer in Lutzingen